# مجموعة موارد غازات الصين المحدودة
مجموعة موارد غازات الصين المحدودة ( SEHK: 1193 ) ، أو موارد غازات الصين ، تم تأسيسها وتسجيلها في هونج كونج في عام 1994 ، ولكن تم التخلص من الشركات السابقة بحلول عام 2009 ليتم تطويرها كشركة توزيع غاز المدينة.
وهي شركة تابعة لشركة موارد غازات الصين القابضة ، وهي تكتل في البر الرئيسي للصين وهونغ كونغ.

## روابط خارجية
- مجموعة غازات الصين المحدودة